# Gieorgij Worobjow
Gieorgij Iwanowicz Worobjow (ros. Георгий Иванович Воробьёв, ur. 15 kwietnia 1914 Kidiekszy w guberni włodzimierskiej, zm. 21 marca 2002 w Moskwie) – radziecki polityk, działacz partyjny, I sekretarz Udmurckiego Komitetu Obwodowego KPZR (1957-1959), członek KC KPZR (1961-1966).

## Życiorys
Po ukończeniu 1934 technikum rolniczego pracował jako agronom i starszy agronom w Buriacko-Mongolskiej ASRR oraz starszy agronom-inspektor Ludowego Komisariatu Rolnictwa RFSRR, od 1939 członek WKP(b), 1939-1940 był instruktorem Wydziału Rolnego Kalinińskiego Komitetu Obwodowego WKP(b). W 1941 służył w Armii Czerwonej, 1941-1943 szef wydziału politycznego sowchozu im. XVII Zjazdu WKP(b) w obwodzie iwanowskim, 1943-1948 instruktor Wydziału Rolnego i Wydziału Organizacyjno-Instruktorskiego KC WKP(b), 1946 ukończył Moskiewską Akademię Rolniczą. Od 1949 pełnomocnik Rady ds. Kołchozów przy Radzie Ministrów ZSRR w Turkmeńskiej SRR, potem Udmurckiej ASRR, do 1952 pełnomocnik Rady ds. Kołchozów przy Radzie Ministrów ZSRR w obwodzie leningradzkim, od 1952 do listopada 1953 kierownik Wydziału Rolnego Komitetu Obwodowego WKP(b)/KPZR w Leningradzie.
Od 25 listopada 1953 do 16 lutego 1954 II sekretarz Komitetu Obwodowego KPZR w Leningradzie, od 1954 do lutego 1957 przewodniczący Komitetu Wykonawczego Leningradzkiej Rady Obwodowej, od 25 lutego 1956 do 17 października 1961 członek Centralnej Komisji Rewizyjnej KPZR, od 23 stycznia 1957 do 10 kwietnia 1959 I sekretarz Udmurckiego Komitetu Obwodowego KPZR. Od kwietnia 1959 do czerwca 1960 kierownik Wydziału Rolnego KC KPZR ds. RFSRR, od 1959 do 18 stycznia 1961 członek Biura KC KPZR ds. RFSRR, od 8 czerwca 1960 do stycznia 1963 I sekretarz Krasnodarskiego Komitetu Krajowego KPZR, od 31 października 1961 do 29 marca 1966 członek KC KPZR. Od stycznia 1963 do 24 grudnia 1964 I sekretarz Krasnodarskiego Krajowego Komitetu Wiejskiego KPZR, od 24 grudnia 1964 do 12 stycznia 1966 ponownie I sekretarz Krasnodarskiego Komitetu Krajowego KPZR, od lutego 1966 do maja 1970 zastępca ministra gospodarki rolnej RFSRR, od 28 kwietnia 1970 do 12 kwietnia 1984 przewodniczący Państwowego Komitetu przy Radzie Ministrów ZSRR/Państwowego Komitetu ZSRR ds. gospodarki leśnej, następnie na emeryturze, od 5 marca 1976 do 25 lutego 1986 zastępca członka KC KPZR. Deputowany do Rady Najwyższej ZSRR od 4 do 6 kadencji i od 8 do 10 kadencji.

## Odznaczenia
- Order Lenina (trzykrotnie)
- Order Rewolucji Październikowej
- Order Czerwonego Sztandaru Pracy
- Order Wojny Ojczyźnianej II klasy
- Order Przyjaźni Narodów